# Last Child
Singles de Aerosmith
You See Me Crying
(1975) Home Tonight
(1976)
Last Child est une chanson du groupe de hard rock américain Aerosmith. Il s'agit du premier single extrait de l'album Rocks sorti le 27 mai 1976. Le single se classa à la 21e position au Billboard Hot 100 le 12 juin 1976 et resta 15 semaines dans les charts.
Le titre apparait sur plusieurs compilations d'Aerosmith: Greatest Hits, O, Yeah! Ultimate Aerosmith Hits, Devil's Got a New Disguise: The Very Best of Aerosmith et sur divers albums live: Live Bootleg, Classics Live! I et A Little South of Sanity.

## Liste des titres
| A. | Last Child  | Steven Tyler, Brad Whitford | 3:19 |
| B. | Combination | Joe Perry                   | 3:40 |